# Baliesthes alboguttatus
Baliesthes alboguttatus – gatunek chrząszcza z rodziny kózkowatych i podrodziny zgrzypikowych. Jedyny przedstawiciel rodzaju Baliesthes.

## Zasięg występowania
Afryka Wschodnia, występuje w Etiopii, Somalii, Kenii i Tanzanii.